# Andrea Pozzo
Andrea Pozzo (n. 30 noiembrie 1642, Trento, Trentino-Tirolul de Sud, Italia – d. 31 august 1709, Viena, Monarhia Habsburgică) a fost un călugăr iezuit, pictor și arhitect italian. Între lucrările sale se numără Biserica Universității din Viena și Catedrala Sfântul Nicolae din Ljubljana, edificii reprezentative pentru arhitectura barocă.
Pozzo a realizat de asemenea fresca tavanului Bisericii Sant'Ignazio din Roma, precum și altarul și decorația interioară a Bisericii Universității din Viena.